# Dictionnaire des sciences naturelles

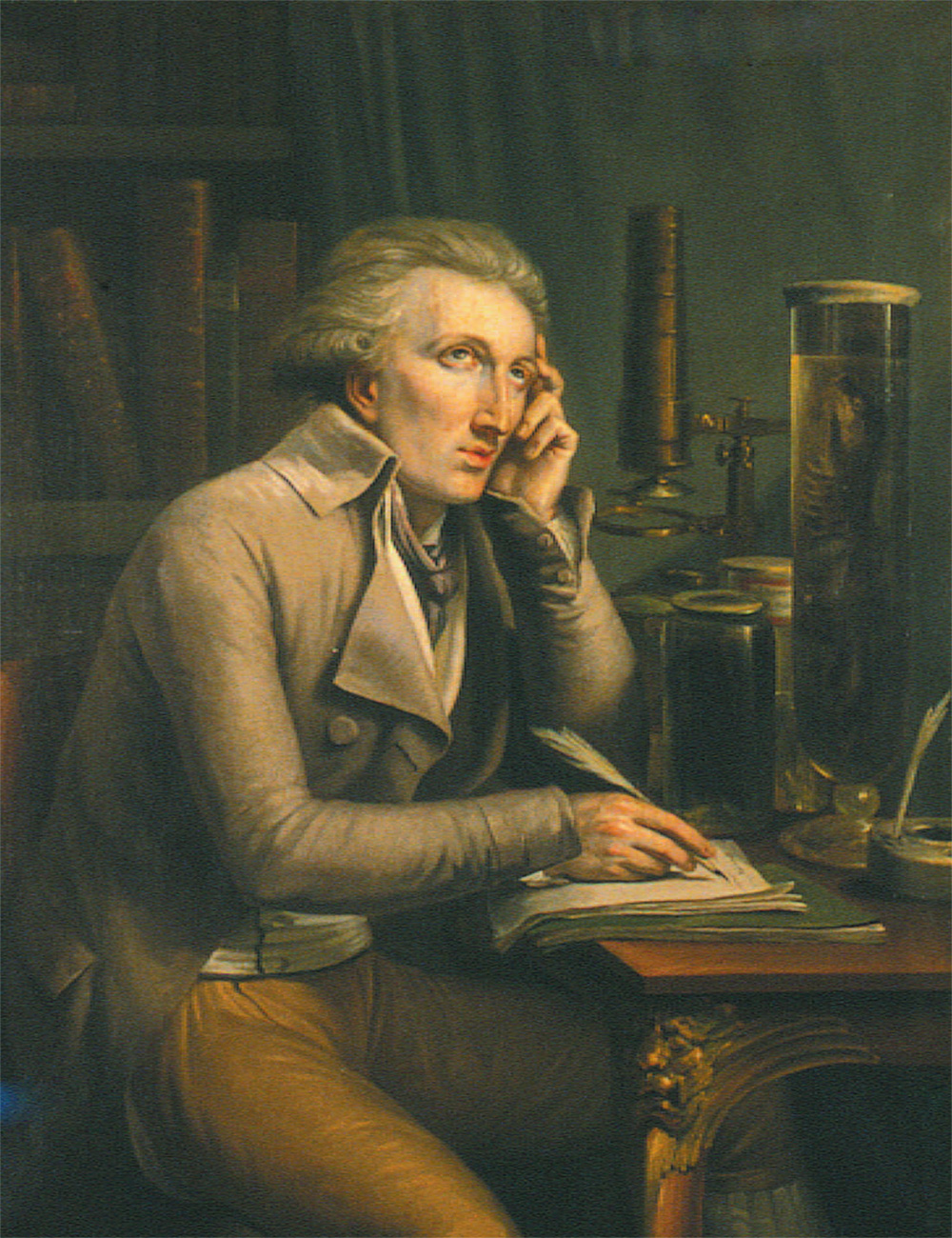
Retrato de Cuvier ppor Mattheus Ignatius van Bree

Dictionnaire des sciences naturelles, abreviado como Dict. Sci. Nat. (ed. 2), é uma obra ilustrada publicada por vários estudiosos franceses, incluindo Cuvier, Lamarck e Jussieu, sobre botânica, zoologia, mineralogia, história natural, entre outros temas. Esta enciclopédia monumental foi editada em 61 volumes entre 1816 e 1845 em Paris e Estrasburgo. O seu título completo é dictionnaire des sciences naturelles dans lequel on traite méthodiquement des différens êtres de la nature, considérés soit en eux-mêmes, d'après l'état actuel de nos connoissances, soit relativement à l'utilité qu'en peuvent retirer la médecine, l'agriculture, le commerce et les arts.